# Boira Mteki
Boira Mteki fue un escultor de Zimbabue conocido por sus tallas en piedra, nacido el año 1969 y fallecido en septiembre de 1991.

## Datos biográficos
Nacido en la capital Harare, Mteki fue uno de los miembros fundadores de la Workshop School (Escuela Taller) de Frank McEwen; también fue de los primeros escultores que usó las piedras nacionales disponibles en ese momento en Zimbabue , tales como serpentinita, springstone, granito y piedra caliza (lepidolita). 
Sus obras se encuentran actualmente en las colecciones de la Galería Nacional de Zimbabue, y en el Parque de las Esculturas Chapungu.